# Vou Te Contá...
Vou Te Contá... é um filme de comédia musical brasileiro de 1958, dirigido por Alfredo Palácios para a Cinematográfica Maristela. Intercalando a história, vários números musicais de sambas e marchas de carnaval interpretados por conhecidos artistas da época: Pagano Sobrinho (que também protagoniza o filme), Virgínia Lane, Carmen Costa, Dalva de Oliveira, Demônios da Garoa, Francisco Egydio, Isaurinha Garcia, João Dias, Jorge Veiga, Ronald Golias, Nilton Paz, Risadinha e outros.

## Sinopse
O repórter Dondoca quer descobrir quem raptou o filho bebê do rico industrial conhecido como "Rei do Prego". Ao saber que sua cunhada Gaby encontrou um outro bebê abandonado e deu para a lavadeira Marta levar para casa, ele suspeita que é o filho do milionário e passa a seguir a empregada. O namorado da empregada doméstica de Gaby, Chocolate, acaba descobrindo os raptores do filho do industrial e quem é a mãe do outro bebê, uma cantora da boate do bandido Bonitão. E avisa Dondoca, que junto com ele armam um plano para pegar os bandidos e ficarem com o prêmio oferecido pelo resgate.

## Elenco
- Pagano Sobrinho como Dondoca
- Maria Vidal como Marta
- Chocolate como Chocolate
- Milton Ribeiro como Bonitão
- Dorinha Duval como Rosa
- Francisco Negrão como César
- Luely Figueiró como Gaby
- Caetano Gherardi
- Neide Pavani
- Oswaldo De Souza
- Júlio Ramler
- Luiz Campos
- Cinderela
- Carmen Costa
- Henrique César
- Cid Paes de Barros
- Dalva de Oliveira
- João Dias
- Doca
- Francisco Egídio
- Ary Fernandes
- Isaurinha Garcia
- Ronald Golias
- Henricão
- Virgínia Lane
- Herivelto Martins
- José Mercaldi
- Carlos Miranda
- Nilton Paz
- Risadinha
- Jorge Veiga
- Fernando Vicente
- Walter